# Bendigo Spirit
Bendigo Spirit is een Australische basketbalclub voor dames uit Bendigo, Victoria actief in de Women's National Basketball League, de hoogste Australische damesbasketbalcompetitie.
Het team werd opgericht in 2007 als Bendigo Spirit. Het team was kampioen van de Women's National Basketball League na winst in de Grand Final in 2013, 2014 en 2025.

## Bekende (oud-)spelers
- Kathleen MacLeod
- Jenna O'Hea
- Kristi Harrower
- Betnijah Laney-Hamilton